# Ród herbowy
Herbowni (klejnotni, współherbowni) – osoby i rodziny posługujące się tym samym herbem, lub jego odmianą, staropolskie określenie  rodu herbowego.
Termin funkcjonujący w zasadzie tylko w heraldyce polskiej, a więc na ziemiach dawnej Rzeczypospolitej.
Jedynie tu występowało nieznane reszcie Europy pojęcie rodu herbowego, tj.
zjawisko używania jednego herbu, w niezmienionej postaci przez wiele, czasem kilkaset rodzin będących gałęziami jednego rodu rycerskiego, a czasem wręcz niespokrewnionych, a powiązanych jedynie prawnie przez adopcję herbową.
W zachodniej Europie herb przysługiwał tylko jednej, konkretnej rodzinie. Niekiedy (w Anglii i Szkocji) – tylko jednej konkretnej osobie, dlatego pozostali członkowie rodziny musieli wprowadzać do herbu zmiany odróżniające poszczególne osoby. Stąd w wielu krajach funkcjonowało niekiedy kilka tysięcy herbów rodowych wraz z ich odmianami. Nie istnieją poza Polską nazwy herbów – herb określa się nazwiskiem rodziny lub osoby, do której należy lub opisuje (blazonuje). W Polsce natomiast herby nazywa się nazwami rodów, które pierwotnie je nosiły; często są to nazwy utworzone od nazw obiektów występujących w herbie, funkcjonujące równolegle z nazwami o innej genezie, odnoszącymi się do tego samego rodu i herbu. W Polsce zaś, najliczniejszy procentowo w Europie stan szlachecki posługiwał się niewielką liczbą herbów  (nieprzekraczającą początkowo 160), z których każdy posiadał własną nazwę, niekiedy tożsamą z zawołaniem. Rodziny używające tego samego herbu tworzyły tzw. ród herbowy, obecnie niekiedy porównywany z klanem. Współherbowość była prawdopodobnie w wielu przypadkach śladem wspólnego pochodzenia z czasów plemiennych i wczesnego średniowiecza. W niektórych przypadkach mogła świadczyć o wspólnym terytorialnym pochodzeniu. Niespokrewnione ze sobą rodziny, należące do jednego rodu herbowego, wykazywały często rodzaj solidarności rodowej. Solidarność ta obejmowała również rodziny, z którymi nawet legendarnego pokrewieństwa nie mogło być, np. adoptowane do herbu rodziny nobilitowane i rody szlachty litewskiej.
Pojęcie „herbowny” bywa niekiedy niezbyt ściśle tłumaczone na jęz. francuski jako „armiger”, a na jęz. niemiecki jako „Wappengenosse”. Tłumaczenia te odnoszą się jednak z reguły do używających przysługującej im odmiany rodowego herbu biedniejszych, nieutytułowanych krewnych wielkich rodów. Polscy herbowni używali zasadniczo tego samego, niezmienionego herbu, i teoretycznie wszyscy byli równi stanem. Również w tradycji angielskiej występuje pojęcie „armiger”, które jednak odpowiada polskiemu giermkowi i nie jest tytułem szlacheckim w ścisłym, polskim, znaczeniu. „Armiger” to w tym przypadku raczej tyle co „noszący herb” / „noszący tarczę swego pana” czy „noszący strój ozdobiony herbem swego pana”, niż osoba, do której herb się odnosi.